# Ptyonius
Ptyonius is een geslacht van uitgestorven lepospondyle basale Tetrapoda met een amfibische levenswijze binnen de familie Urocordylidae.
De typesoort is Colosteus marshi Cope 1869 die in 1875 het eigen geslacht Ptyonius werd. Het holotype is AMNH 6862. De geslachtsnaam is afgeleid van het Oudgrieks ptyon, 'wan', een verwijzing naar de opvallende waaiervormige bovenste verbreding van de doornuitsteeksels van de staartwervels. In 1871 had Edward Drinker Cope deze soort nog hernoemd naar een Oestocephalus marshii.
Er zijn meer soorten in het geslacht benoemd: Ptyonius pectinatus Cope 1875; Ptyonius serroula Cope 1875 (= Oestocephalus serroula Cope 1871) op basis van specimen AMNH 8615G, Ptyonius nummifer Cope 1875 op basis van specimen USNM 6891; Ptyonius vinchellianus Cope 1875 op basis van specimen USNM 6872; Ptyonius bendai Fritsch 1896, Ptyonius distinctus Fritsch 1901 en ?Ptyonius olisthmonaias Thayer 1985 gebaseerd op specimen UALP 5264. Vaak is ook gesteld dat in 1875 helemaal geen typesoort werd aangewezen.

## Beschrijving
De soorten delen een bouw met een overdwars afgeplatte staart die veel langer is dan de romp, kleine poten, een gereduceerd bekken en een in bovenaanzicht tongvormige schedel. De lengte is ruwweg twee voet. Ook de haemaalbogen zijn breed in zijaanzicht, zij het met een rechthoekig profiel. De tandjes op het middelste verhemelte zijn gereduceerd. Het geslacht heeft een dubbele achterhoofdsknobbel. Bij het parasfenoïde is de basaalplaat bijna even lang als breed, waarbij de contactfacetten met de processus basipterygoidei matig ver uiteen staan. Het voorvlak van het centrum van de atlas is iets verbreed. Het cleithrum van het sleutelbeen is een enkelvoudige staaf zonder belangrijke verbreding.
Kladistsiche analyses tonen het geslacht vaak als zustersoort van Urocordylus.